# Élections législatives de 1958 dans le Bas-Rhin
Les élections législatives françaises de 1958 se déroulent les 23 et 30 novembre 1958. Dans le département du Bas-Rhin, huit députés sont à élire dans le cadre de huit circonscriptions.

## Élus
| Circonscription | Député élu            | Parti | Parti |
| --------------- | --------------------- | ----- | ----- |
| 1re             | René Radius           |       | UNR   |
| 2e              | André Bord            |       | UNR   |
| 3e              | Étienne Lux           |       | MRP   |
| 4e              | Albert Ehm            |       | UNR   |
| 5e              | Henri Meck            |       | MRP   |
| 6e              | Georges Kuntz         |       | CNIP  |
| 7e              | François Grussenmeyer |       | UNR   |
| 8e              | Pierre Pflimlin       |       | MRP   |

## Système électoral
Pour la première fois depuis 1936, les élections législatives ont lieu au scrutin uninominal majoritaire à deux tours dans des circonscriptions uninominales.
Est élu au premier tour le candidat qui réunit la majorité absolue des suffrages exprimés et un nombre de voix au moins égal au quart (25 %) des électeurs inscrits dans la circonscription. Si aucun des candidats ne satisfait ces conditions, un second tour est organisé entre les candidats ayant réuni un nombre de voix au moins égal à 5 % des suffrages exprimés. Au second tour, le candidat arrivé en tête est déclaré élu.
Le seuil de qualification, basé sur un pourcentage relativement faible des suffrages exprimés, tend à faciliter l'accès au second tour de plus de deux candidats. Les candidats en lice au second tour peuvent ainsi fréquemment être trois, un cas de figure appelé « triangulaire ». Lorsque quatre candidats s'affrontent au second tour, on parle de « quadrangulaire ».

## Résultats

### Résultats à l'échelle du département
| Parti          | Parti                                            | Premier tour | Premier tour | Second tour | Second tour | Sièges |
| Parti          | Parti                                            | Voix         | %            | Voix        | %           | Sièges |
| -------------- | ------------------------------------------------ | ------------ | ------------ | ----------- | ----------- | ------ |
|                | Union pour la nouvelle République                | 91 781       | 28,70        | 103 924     | 42,37       | 4      |
|                | Centre national des indépendants et paysans      | 24 605       | 7,69         | 34 644      | 14,12       | 1      |
|                | Modérés                                          | 7 970        | 2,49         | Retrait     | Retrait     | 0      |
|                | Droite parlementaire                             | 124 356      | 38,88        | 138 568     | 56,49       | 5      |
|                |                                                  |              |              |             |             |        |
|                | Mouvement républicain populaire                  | 147 607      | 46,15        | 83 127      | 33,89       | 3      |
|                | Parti communiste français                        | 21 809       | 6,82         | 11 194      | 4,56        | 0      |
|                | Section française de l'Internationale ouvrière   | 20 485       | 6,41         | 10 912      | 4,45        | 0      |
|                | Parti républicain, radical et radical-socialiste | 3 428        | 1,07         | Retrait     | Retrait     | 0      |
|                | Centre républicain                               | 1 789        | 0,56         | 1 492       | 0,16        | 0      |
|                | Divers                                           | 334          | 0,10         |             |             | 0      |
|                |                                                  |              |              |             |             |        |
| Inscrits       | Inscrits                                         | 456 356      | 100,00       | 353 975     | 100,00      | 8      |
| Abstentions    | Abstentions                                      | 126 617      | 27,75        | 103 153     | 29,14       |        |
| Votants        | Votants                                          | 329 739      | 72,25        | 250 822     | 70,86       |        |
| Blancs et nuls | Blancs et nuls                                   | 9 931        | 3,01         | 5 529       | 2,2         |        |
| Exprimés       | Exprimés                                         | 319 808      | 96,99        | 245 293     | 97,8        |        |

### Résultats par circonscription

#### Première circonscription (Strasbourg-I)
| Candidat       | Candidat          | Parti          | Premier tour | Premier tour | Second tour | Second tour |  |
| Candidat       | Candidat          | Parti          | Voix         | %            | Voix        | %           |  |
| -------------- | ----------------- | -------------- | ------------ | ------------ | ----------- | ----------- |  |
|                | René Radius élu   | UNR            | 9 947        | 30,19        | 13 727      | 41,66       |  |
|                | Charles Arbogast  | MRP            | 9 483        | 28,78        | 12 434      | 37,74       |  |
|                | Robert Weil       | SFIO           | 3 468        | 10,53        | 3 056       | 9,28        |  |
|                | Charles Metzger   | Modérés        | 2 684        | 8,15         | Retrait     | Retrait     |  |
|                | Alphonse Boosz    | PCF            | 2 256        | 6,85         | 2 238       | 6,79        |  |
|                | Édouard Schmitter | CR             | 1 789        | 5,43         | 1 492       | 4,53        |  |
|                | Roger Lance       | Radsoc         | 1 685        | 5,11         | Retrait     | Retrait     |  |
|                | Roger Lance       | Modérés        | 1 636        | 4,97         | Retrait     | Retrait     |  |
|                |                   |                |              |              |             |             |  |
| Inscrits       | Inscrits          | Inscrits       | 54 620       | 100,00       | 54 606      | 100,00      |  |
| Abstentions    | Abstentions       | Abstentions    | 20 865       | 38,2         | 21 175      | 38,78       |  |
| Votants        | Votants           | Votants        | 33 755       | 61,8         | 33 431      | 61,22       |  |
| Blancs et nuls | Blancs et nuls    | Blancs et nuls | 807          | 2,39         | 484         | 1,45        |  |
| Exprimés       | Exprimés          | Exprimés       | 32 948       | 97,61        | 32 947      | 98,55       |  |

#### Deuxième circonscription (Strasbourg-II)
| Candidat       | Candidat        | Parti          | Premier tour | Premier tour | Second tour | Second tour |  |
| Candidat       | Candidat        | Parti          | Voix         | %            | Voix        | %           |  |
| -------------- | --------------- | -------------- | ------------ | ------------ | ----------- | ----------- |  |
|                | André Bord élu  | UNR            | 12 867       | 32,24        | 19 780      | 49,36       |  |
|                | Joseph Klock    | MRP            | 12 212       | 30,6         | 12 555      | 31,33       |  |
|                | Georges Woehl   | SFIO           | 5 476        | 13,72        | 4 390       | 10,96       |  |
|                | Jean Cariou     | Modérés        | 3 650        | 9,15         | Retrait     | Retrait     |  |
|                | René Fliedel    | PCF            | 3 627        | 9,09         | 3 348       | 8,35        |  |
|                | Jean Pfirsch    | Radsoc         | 1 743        | 4,37         |             |             |  |
|                | Antoine Pfirsch | Divers         | 334          | 0,84         |             |             |  |
|                |                 |                |              |              |             |             |  |
| Inscrits       | Inscrits        | Inscrits       | 64 929       | 100,00       | 64 919      | 100,00      |  |
| Abstentions    | Abstentions     | Abstentions    | 23 958       | 36,9         | 24 165      | 37,22       |  |
| Votants        | Votants         | Votants        | 40 971       | 63,1         | 40 754      | 62,78       |  |
| Blancs et nuls | Blancs et nuls  | Blancs et nuls | 1 062        | 2,59         | 681         | 1,67        |  |
| Exprimés       | Exprimés        | Exprimés       | 39 909       | 97,41        | 40 073      | 98,33       |  |

#### Troisième circonscription (Strasbourg-Campagne)
| Candidat       | Candidat          | Parti          | Premier tour | Premier tour | Second tour | Second tour |  |
| Candidat       | Candidat          | Parti          | Voix         | %            | Voix        | %           |  |
| -------------- | ----------------- | -------------- | ------------ | ------------ | ----------- | ----------- |  |
|                | Étienne Lux élu   | MRP            | 18 574       | 34,84        | 19 737      | 37,34       |  |
|                | Georges Ritter    | CNIP           | 14 439       | 27,08        | 14 991      | 28,36       |  |
|                | Eugène Schaeffer  | UNR            | 8 219        | 15,42        | 9 058       | 17,14       |  |
|                | Marcel Rosenblatt | PCF            | 6 338        | 11,89        | 5 608       | 10,61       |  |
|                | Joseph Bernhard   | SFIO           | 5 748        | 10,78        | 3 466       | 6,56        |  |
|                |                   |                |              |              |             |             |  |
| Inscrits       | Inscrits          | Inscrits       | 76 716       | 100,00       | 76 719      | 100,00      |  |
| Abstentions    | Abstentions       | Abstentions    | 21 695       | 28,28        | 22 961      | 29,93       |  |
| Votants        | Votants           | Votants        | 55 021       | 71,72        | 53 758      | 70,07       |  |
| Blancs et nuls | Blancs et nuls    | Blancs et nuls | 1 703        | 3,1          | 898         | 1,67        |  |
| Exprimés       | Exprimés          | Exprimés       | 53 318       | 96,9         | 52 860      | 98,33       |  |

#### Quatrième circonscription (Sélestat)
| Candidat       | Candidat       | Parti          | Premier tour | Premier tour | Second tour | Second tour |  |
| Candidat       | Candidat       | Parti          | Voix         | %            | Voix        | %           |  |
| -------------- | -------------- | -------------- | ------------ | ------------ | ----------- | ----------- |  |
|                | Albert Ehm élu | UNR            | 22 456       | 48,52        | 24 961      | 54,05       |  |
|                | Daniel Tubach  | MRP            | 21 741       | 46,98        | 21 220      | 45,95       |  |
|                | Étienne Werler | PCF            | 2 081        | 4,5          |             |             |  |
|                |                |                |              |              |             |             |  |
| Inscrits       | Inscrits       | Inscrits       | 57 918       | 100,00       | 58 207      | 100,00      |  |
| Abstentions    | Abstentions    | Abstentions    | 10 109       | 17,45        | 10 839      | 18,62       |  |
| Votants        | Votants        | Votants        | 47 809       | 82,55        | 47 368      | 81,38       |  |
| Blancs et nuls | Blancs et nuls | Blancs et nuls | 1 531        | 3,2          | 1 187       | 2,51        |  |
| Exprimés       | Exprimés       | Exprimés       | 46 278       | 96,8         | 46 181      | 97,49       |  |

#### Cinquième circonscription (Molsheim)
|                | Henri Meck élu | MRP            | 22 962 | 63,06  |  |  |  |
|                | Guy Schweitzer | UNR            | 10 146 | 27,87  |  |  |  |
|                | Alphonse Meyer | PCF            | 1 773  | 4,87   |  |  |  |
|                | Louis Holveck  | SFIO           | 1 530  | 4,2    |  |  |  |
|                |                |                |        |        |  |  |  |
| Inscrits       | Inscrits       | Inscrits       | 46 993 | 100,00 |  |  |  |
| Abstentions    | Abstentions    | Abstentions    | 9 689  | 20,62  |  |  |  |
| Votants        | Votants        | Votants        | 37 304 | 79,38  |  |  |  |
| Blancs et nuls | Blancs et nuls | Blancs et nuls | 893    | 2,39   |  |  |  |
| Exprimés       | Exprimés       | Exprimés       | 36 411 | 97,61  |  |  |  |

#### Sixième circonscription (Saverne)
| Candidat       | Candidat          | Parti          | Premier tour | Premier tour | Second tour | Second tour |  |
| Candidat       | Candidat          | Parti          | Voix         | %            | Voix        | %           |  |
| -------------- | ----------------- | -------------- | ------------ | ------------ | ----------- | ----------- |  |
|                | Joseph Wolff      | MRP            | 12 520       | 34,3         | Retrait     | Retrait     |  |
|                | Alfred Westphal   | UNR            | 12 152       | 33,29        | 16 474      | 45,6        |  |
|                | Georges Kuntz élu | CNIP           | 10 166       | 27,85        | 19 653      | 54,4        |  |
|                | René Fliedel      | PCF            | 1 664        | 4,56         |             |             |  |
|                |                   |                |              |              |             |             |  |
| Inscrits       | Inscrits          | Inscrits       | 51 400       | 100,00       | 51 879      | 100,00      |  |
| Abstentions    | Abstentions       | Abstentions    | 13 753       | 26,76        | 14 461      | 27,87       |  |
| Votants        | Votants           | Votants        | 37 647       | 73,24        | 37 418      | 72,13       |  |
| Blancs et nuls | Blancs et nuls    | Blancs et nuls | 1 145        | 3,04         | 1 291       | 3,45        |  |
| Exprimés       | Exprimés          | Exprimés       | 36 502       | 96,96        | 36 127      | 96,55       |  |

#### Septième circonscription (Wissembourg)
| Candidat       | Candidat                  | Parti          | Premier tour | Premier tour | Second tour | Second tour |  |
| Candidat       | Candidat                  | Parti          | Voix         | %            | Voix        | %           |  |
| -------------- | ------------------------- | -------------- | ------------ | ------------ | ----------- | ----------- |  |
|                | Albert Schmitt            | MRP            | 17 142       | 49,35        | 17 181      | 46,3        |  |
|                | François Grussenmeyer élu | UNR            | 15 994       | 46,05        | 19 924      | 53,7        |  |
|                | Georges Graf              | PCF            | 1 597        | 4,6          |             |             |  |
|                |                           |                |              |              |             |             |  |
| Inscrits       | Inscrits                  | Inscrits       | 47 630       | 100,00       | 47 645      | 100,00      |  |
| Abstentions    | Abstentions               | Abstentions    | 11 814       | 24,8         | 9 552       | 20,05       |  |
| Votants        | Votants                   | Votants        | 35 816       | 75,2         | 38 093      | 79,95       |  |
| Blancs et nuls | Blancs et nuls            | Blancs et nuls | 1 083        | 3,02         | 988         | 2,59        |  |
| Exprimés       | Exprimés                  | Exprimés       | 34 733       | 96,98        | 37 105      | 97,41       |  |

#### Huitième circonscription (Haguenau)
|                | Pierre Pflimlin élu | MRP            | 32 973 | 83,04  |  |  |  |
|                | Albert Kopf         | SFIO           | 4 263  | 10,74  |  |  |  |
|                | Charles Christmann  | PCF            | 2 473  | 6,23   |  |  |  |
|                |                     |                |        |        |  |  |  |
| Inscrits       | Inscrits            | Inscrits       | 56 150 | 100,00 |  |  |  |
| Abstentions    | Abstentions         | Abstentions    | 14 734 | 26,24  |  |  |  |
| Votants        | Votants             | Votants        | 41 416 | 73,76  |  |  |  |
| Blancs et nuls | Blancs et nuls      | Blancs et nuls | 1 707  | 4,12   |  |  |  |
| Exprimés       | Exprimés            | Exprimés       | 39 709 | 95,88  |  |  |  |